# Соболев, Владимир Михайлович
Влади́мир Миха́йлович Со́болев (1 октября 1924 — 23 июня 2010) — советский партийный деятель и дипломат. Чрезвычайный и полномочный посол.

## Биография
Член ВКП(б). Окончил Центральную комсомольскую школу при ЦК ВЛКСМ (1950), Высшую партийную школу при ЦК КПСС (1958) и Высшую дипломатическую школу МИД СССР (1964).
- С августа 1942 по ноябрь 1945 года — служба в РККА. Воевал в составе Центрального и 1-го Белорусского фронтов. Трижды ранен.
- С 1945 года — первый секретарь Барабинского горкома ВЛКСМ.
- С 1950 года — первый секретарь Новосибирского обкома ВЛКСМ.
- В 1958—1960 годах — первый секретарь Искитимского горкома КПСС.
- В 1960—1962 годах — секретарь Новосибирского обкома КПСС.
- В 1962—1964 годах — слушатель ВДШ МИД СССР.
- В 1964—1965 годах — сотрудник центрального аппарата МИД СССР.
- В 1965—1968 годах — советник посольства СССР в Алжире.
- В 1968—1969 годах — советник-посланник посольства СССР в Алжире.
- В 1969—1971 годах — заместитель заведующего I Африканским отделом МИД СССР.
- С 8 июня 1971 по 30 апреля 1975 года — чрезвычайный и полномочный посол СССР в Бельгии[1].
- В 1975—1979 годах — заведующий Отделом Скандинавских стран МИД СССР.
- С 11 июня 1979 по 17 июня 1988 года — чрезвычайный и полномочный посол СССР в Финляндии[2].

## Награды
- Орден Красного Знамени.
- Орден Трудового Красного Знамени (дважды).
- Орден Отечественной войны I степени.
- Орден Дружбы народов.

- Орден «Знак Почёта» (трижды).
- Орден Льва Финляндии.